# Isla de Elobey Chico
Isla de Elobey Chico (Lilla Elobey) är en liten ö på Ekvatorialguineas kust nära Río Mitimeles mynning. Ön är obebodd men var en gång de facto kolonialhuvudstad för det spanska territoiret Río Muni.